# Casa pairal II (Guàrdia de Noguera)
La Casa pairal II és una casa a Guàrdia de Noguera, al municipi de Castell de Mur (Pallars Jussà) inclosa a l'Inventari del Patrimoni Arquitectònic de Catalunya.

## Descripció
Habitatge unifamiliar entre mitgeres de planta baixa, pis i golfes. Murs de pedra irregular arrebossats. Portal adovellat amb escut a la clau i balconera de pedra i portons de fusta. El portal adovellat es tapiat a la seva meitat esquerra, produint una arquitectura ben singular. Coberta teula àrab.